# Conde da Azinhaga
Conde da Azinhaga é um título nobiliárquico português criado por D. Maria II de Portugal, por Decreto de 18 de Maio de 1849, em favor de Francisco de Paula de Saldanha Oliveira e Daun.
Titulares
1. Francisco de Paula de Saldanha Oliveira e Daun, 1.º Conde da Azinhaga.

Após a Implantação da República Portuguesa e o fim do sistema nobiliárquico, usaram o título:
1. José Pedro de Saldanha Oliveira e Sousa, 2.° Conde da Azinhaga;
2. João Vicente de Saldanha Oliveira e Sousa, 3.º Conde da Azinhaga, 6.° Conde e 4.º Marquês de Rio Maior;
3. António Neto de Saldanha de Oliveira e Sousa, 4.º Conde da Azinhaga.[2]